# Catedral de Santa Maria d'Auch
La catedral Santa Maria està situada a la comuna francesa d'Auch, al departament del Gers (Llenguadoc-Rosselló Migdia-Pirineus). És la catedral de l'arquebisbat d'Auch. El 1906, va quedar catalogat com a monument històric. Va ser declarat Patrimoni de la Humanitat per la UNESCO en 1998.